# 李慧镝
李慧镝（1968年11月23日—），籍贯辽宁省大连市。中共中央政治局常委李长春的儿子。2010年1月，升任中国移动副总裁，负责TD-SCDMA相关业务。

## 学历
1990年获得哈尔滨工业大学无线电系电子工程专业学士学位。
1996年获得美国纽约大学理工学院电气工程硕士学位。
2008年获得香港理工大学管理学博士学位。

## 经历
- 曾任联想手机的副总裁、UT斯达康担任副总裁。
- 2008年7月，调中国移动集团公司任总裁助理[3]。
- 2010年1月，升任中国移动副总裁 [1][4]。
- 2010年7月2日，李慧镝成为北京邮电大学的兼职教授。[5]
- 2012年2月22日，原中国移动副总裁李慧镝将任职中国移动集团公司副总经理。[6]

## 家庭
父亲是中共中央政治局常委李长春。